# Allium gorumsense
Allium gorumsense är en amaryllisväxtart som först beskrevs av Eduard August von Regel, och fick sitt nu gällande namn av Pierre Edmond Boissier. Allium gorumsense ingår i släktet lökar, och familjen amaryllisväxter. Inga underarter finns listade i Catalogue of Life.